# Karl Pönitz
Karl Pönitz (* 27. Februar 1888 in Leipzig; † 4. Oktober 1973 in Gundelfingen) war ein deutscher Psychiater und Hochschullehrer.

## Leben
Pönitz studierte nach dem Abitur 1907 am König-Albert-Gymnasium in Leipzig Medizin, Philosophie, Geschichte und Rechtswissenschaften an der Universität Leipzig. 1913 wurde er approbiert und mit einer chirurgischen Arbeit bei Erwin Payr zum Dr. med. promoviert. 1913 begann er seine Tätigkeit als Assistent an der Nervenklinik der Universität Halle. Dort wurde er nach dem Einsatz als Kriegsassistenzarzt im Ersten Weltkrieg von 1915 bis 1919 im Jahre 1921 für Psychiatrie und Neurologie habilitiert und wurde er Oberarzt der Universitätsnervenklinik Halle. 1925 erhielt er den Titel eines außerordentlichen Professors.
Zum 1. Mai 1933 trat er in die NSDAP ein (Mitgliedsnummer 2.678.264). Er war auch Mitglied der SA und Sturmarzt im Deutschen Luftsportverband (DLV). Nach der Entlassung Alfred Hauptmanns leitete Pönitz die Universitätsnervenklinik von 1935 bis 1937 kommissarisch. Nach der Berufung Paul Hilperts zum Nachfolger Hauptmanns 1937 verließ Pönitz die Universitätsnervenklinik und wurde Medizinalrat der Stadt Halle. Er war Leiter der Erbbiologischen und Psychiatrisch-neurologischen Abteilung im Gesundheitsamt, Inspekteur der Provinzial-Heilanstalten, Obergutachter für Schwangerschaftsabbrüche sowie Obergutachter in Erbgesundheitsfragen.
Im Oktober 1945 wurde Pönitz von der Universität entlassen, arbeitete aber weiter für die Stadt. 1946 wurde er durch den Antifa-Ausschuss Halle für tragbar erklärt und trat in die Liberal-Demokratische Partei Deutschlands (LDP) ein. 1950 erhielt er den Lehrstuhl für Psychiatrie und Neurologie an der Universität Halle und wurde Leiter der Universitätsnervenklinik. 1956 erfolgte seine Emeritierung, bis 1958 leitete er noch die Klinik. Ab 1959 war er Mitglied der Leopoldina. 1961 siedelte er in die Bundesrepublik über.

## Schriften (Auswahl)
- Casuistischer Beitrag zur Diagnose des Ulcus duodeni. Leipzig 1913 (Dissertation, Universität Leipzig, 12. März 1913).
- Die klinische Neuorientierung zum Hysterieproblem unter dem Einflusse der Kriegserfahrungen (= Monographien aus dem Gesamtgebiete der Neurologie und Psychiatrie. Bd. 25). Springer, Berlin 1921 (Habilitationsschrift, Universität Halle, 1921).
- 50 Jahre erlebte Neuropsychiatrie in Halle. Festvortrag zur Feier des 75jährigen Bestehens der Universitäts-Nervenklinik Halle. In: Wissenschaftliche Zeitschrift der Universität Halle. Band 15, S. 1333–1143.